# Vaclovas Dačkauskas
Vaclovas Dačkauskas (* 9. Februar 1957 in Degimai, Litauische Sozialistische Sowjetrepublik) ist ein litauischer Politiker.

## Leben
1987 absolvierte Dačkauskas das Diplomstudium des Bauingenieurwesens an der Abteilung  Klaipėda der Kauno politechnikos institutas.
Von 1998 bis 2003 arbeitete er bei AB „Gargždų komunalinės paslaugos“ als Direktor. Seit 2003 ist er Bürgermeister der Rajongemeinde Klaipėda.
Ab 1990 war Dačkauskas Mitglied der  Lietuvos demokratinė darbo partija und ab 2001 der Lietuvos socialdemokratų partija. 

## Familie
Dačkauskas ist verheiratet. Mit Frau Aldona hat er die Töchtern Jurgita und Aistė.

## Quelle
- 2008 m. Lietuvos Respublikos Seimo rinkimai – Lietuvos socialdemokratų partija – Iškelti kandidatai (Memento vom 3. November 2013 im Internet Archive)

| Personendaten    | Personendaten                 |
| ---------------- | ----------------------------- |
| NAME             | Dačkauskas, Vaclovas          |
| KURZBESCHREIBUNG | litauischer Politiker         |
| GEBURTSDATUM     | 9. Februar 1957               |
| GEBURTSORT       | Degimai, Rajongemeinde Šilalė |